# Powiat krapkowicki
Powiat krapkowicki – powiat w Polsce (województwo opolskie), utworzony w 1999 roku w ramach reformy administracyjnej. Jego siedzibą jest miasto Krapkowice.
Według danych z 31 grudnia 2019 roku powiat zamieszkiwało 63 747 osób. Natomiast według danych z 30 czerwca 2020 roku powiat zamieszkiwało 63 580 osób.

## Podział administracyjny
W skład powiatu wchodzą:
- gminy miejsko-wiejskie: Gogolin, Krapkowice, Strzeleczki, Zdzieszowice
- gmina wiejska: Walce
- miasta: Gogolin, Krapkowice, Strzeleczki, Zdzieszowice

## Historia
Historycznie teren powiatu leży na Górnym Śląsku. Na obszarze powiatu krzyżowały się niegdyś szlaki handlowe: ze wschodu na zachód i z północy na południe (ze Skandynawii na Bałkany przez Bramę Morawską). Mimo istnienia tradycyjnych, silnych więzi gospodarczych między trzema leżącymi w pobliżu siebie miejscowościami: Krapkowicami, Otmętem (teraz dzielnica Krapkowic) i Gogolinem, aż do roku 1956 należały one do różnych powiatów: opolskiego i strzeleckiego.
Powiat krapkowicki został powołany dnia 1 stycznia 1956 roku w województwie opolskim, czyli 15 miesięcy po wprowadzeniu gromad w miejsce dotychczasowych gmin (29 września 1954) jako podstawowych jednostek administracyjnych PRL. Na powiat krapkowicki złożyły się 1 miasto, 2 osiedli i 17 gromad, które wyłączono z trzech ościennych powiatów w tymże województwie:
- z powiatu opolskiego
  - miasto Krapkowice
  - gromady Rogów Opolski, Żużela i Żywocice
- z powiatu prudnickiego
  - gromady Brożec, Dobra, Komorniki, Kórnica, Racławiczki, Rozkochów, Strzeleczki, Walce i Zielina
- z powiatu strzeleckiego
  - osiedla Otmęt i Zdzieszowice[6]
  - gromada Gogolin, Jasiona, Kamień Śląski, Krępna, Malnie[7]

1 stycznia 1957 roku do gromady Komorniki w powiecie krapkowickim przyłączono wieś Pisarzowice, którą wyłączono z gromady Kierpień w powiecie prudnickim. 1 stycznia 1958 roku Gogolin uzyskał status osiedla, którym pozostał do 1 stycznia 1967 roku kiedy to nadano mu prawa miejskie. 31 grudnia 1961 roku osiedle Otmęt (o statusie osiedla od 13 listopada 1954 roku) zostało zniesione przez włączenie jego obszaru do Krapkowic. 18 lipca 1962 roku prawa miejskie otrzymało także osiedle Zdzieszowice.
1 stycznia 1973 roku zniesiono gromady i osiedla a w ich miejsce reaktywowano gminy. Powiat krapkowicki podzielono na 3 miasta i 5 gmin:
- miasta Gogolin, Krapkowice, Zdzieszowice
- gminy Gogolin, Krapkowice, Strzeleczki, Walce i Zdzieszowice

Po reformie administracyjnej obowiązującej od 1 czerwca 1975 roku terytorium zniesionego powiatu krapkowickiego włączono do nowego (mniejszego) województwa opolskiego.
Wraz z reformą administracyjną z 1999 roku przywrócono w nowym (zwiększonym) województwie opolskim powiat krapkowicki o granicach identycznych do tych z 1975 roku; jedynie podział administracyjny nieco się zmienił po połączeniu 1 lutego 1991 roku jednoimiennych miast i gmin wiejskich Gogolin, Krapkowice i Zdzieszowice we wspólne gminy miejsko-wiejskie.

## Demografia

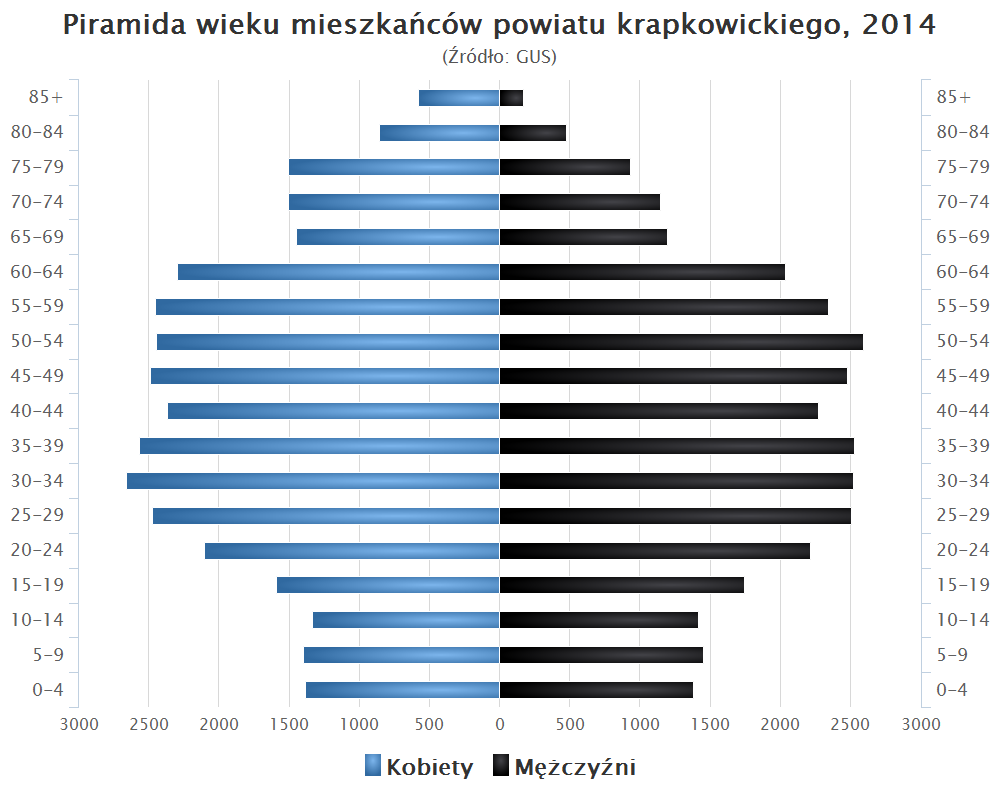
Piramida wieku mieszkańców powiatu krapkowickiego w 2014 roku

Liczba ludności (dane z 30 czerwca 2010):
|        | Ogółem | Ogółem | Kobiety | Kobiety | Mężczyźni | Mężczyźni |
| osób   | %      | osób   | %       | osób    | %         |           |
| ------ | ------ | ------ | ------- | ------- | --------- | --------- |
| Ogółem | 66 658 | 100    | 34 246  | 51,38   | 32 412    | 48,62     |
| Miasto | 36 729 | 55,10  | 18 785  | 28,18   | 17 944    | 26,92     |
| Wieś   | 29 929 | 44,90  | 15 461  | 23,19   | 14 468    | 21,70     |

▶Wieś vs ▶miasto
Ogółem (▶k, ▶m)
Miasto (▶k, ▶m)
Wieś (▶k, ▶m)

## Starostowie krapkowiccy
- Joachim Czernek (1999–2002) (MN)
- Albert Macha (2002–2010) (MN)
- Maciej Sonik (od 2010) (OdNowa, wcześniej PO[19])

## Sąsiednie powiaty
- powiat opolski
- powiat strzelecki
- powiat kędzierzyńsko-kozielski
- powiat prudnicki